# Bisdom Como
Het bisdom Como (Latijn: Dioecesis Comensis; Italiaans: Diocesi di Como) is een in Italië gelegen rooms-katholiek bisdom met zetel in de stad Como. Het bisdom behoort tot de kerkprovincie Milaan, en is, samen met de bisdommen Brescia, Bergamo, Crema, Cremona, Lodi, Mantua, Pavia en Vigevano, suffragaan aan het aartsbisdom Milaan.

## Geschiedenis

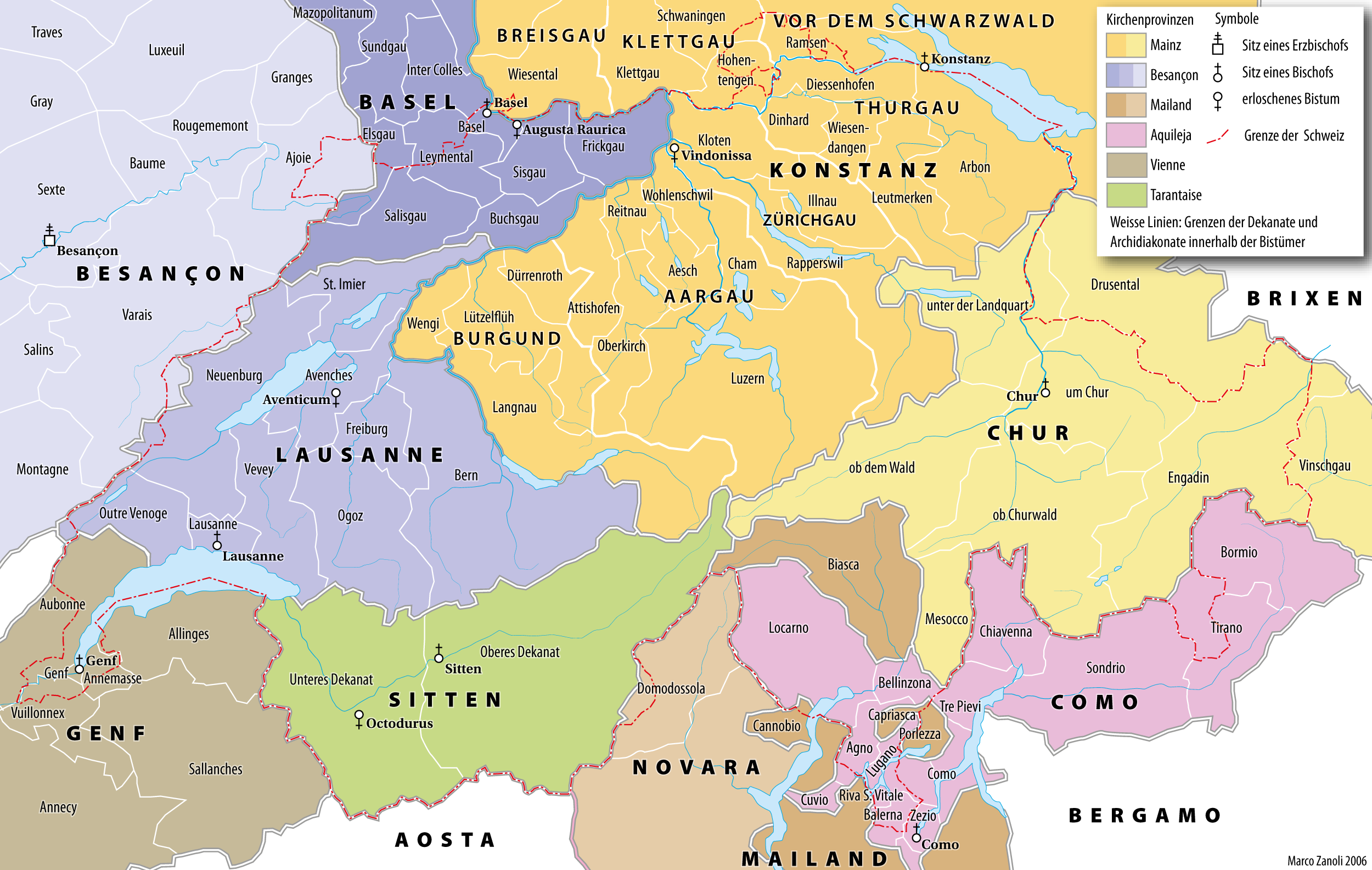
Het gebied van het bisdom Como rond 1300.

Het bisdom werd in 386 gesticht door bisschop Ambrosius van Milaan. Eerste bisschop van Como was de heilige Felix, die een grote rol speelde in de kerstening van Como en Valtellina. Hoewel Milaan de oorsprong van de kerk van Como is, wordt door lokale legenden de oorsprong gezocht bij de heilige Hermagoras van Aquileia.
Het bisdom stond oorspronkelijk onder gezag van het aartsbisdom Milaan, maar gedurende de vroege middeleeuwen waren er voortdurend spanningen tussen Milaan en Como. Tussen 606 en 608 leidde de zogenaamde "Driekapittelstrijd" er zelfs toe dat Como zich van Milaan afsplitste. Als gevolg hiervan onderwierp Como zich aan het Patriarchaat Aquileja en onderhield het tot 1598 de ritus patriarchinus van Aquileja. Vanaf 1598 wordt de Romeinse ritus gevolgd. Het bisdom werd in 1528 weer suffragaan aan Milaan.
Tijdens de vroege middeleeuwen verwierven de bisschoppen van Como diverse wereldlijke privileges, heerlijkheden, en regalen. In de 10e eeuw was de bisschop van Como dan ook in het grootste gedeelte van zijn bisdom niet alleen de geestelijke, maar ook de wereldlijke leider. De stad Como zelf wist zich echter in de 11e eeuw aan de wereldlijke invloed van de bisschop te onttrekken. Vanaf 1355 kwam het bisdom onder invloed van de heren van Milaan. De verovering van Valtellina, Chiavenna en Bormio door de alliantie van de Drie Bonden (het tegenwoordige Graubünden) en vervolgens de invloed van de Reformatie, leidden tot hevige gewelddadigheden tussen de verschillende kerkgenootschappen. Dit mondde na de moord op Nicolò Rusca, de aartspriester van Sondrio in de 17e eeuw uit in een conflict tussen enerzijds een Frans-Venetiaanse en anderzijds een Spaans-Oostenrijkse alliantie; de zogenaamde Bündner Wirren. Door de contrareformatie werd het katholieke gezag in grote gedeelten van het gebied weer hersteld. Alleen in de parochies Poschiavo en Brusio bleven protestantse gemeenten bestaan.
De oude grenzen van het bisdom Como lieten met name in het huidige Zwitserse kanton Ticino een zeer ingewikkeld verloop zien. Sottoceneri (het zuiden van Ticino), Locarno en Bellinzona behoorden tot het bisdom Como en de zogenaamde "Ambrosiaanse dalen" behoorden tot het aartsbisdom Milaan. Sinds 1884 vormen de Zwitserse delen van het bisdom Como, samen met de voorheen aan Milaan toegewezen gebieden, het bisdom Lugano. Verder hoorden oorspronkelijk ook Val Bregaglia en Valposchiavo bij Como. De eerste vallei werd in de 10e eeuw, na enige onrust aan het bisdom Chur toegevoegd, de tweede werd in 1869-1870 na consensus ook aan Chur overgedragen.
Nadat Milaan onder Oostenrijkse invloed kwam, wees keizer Frans I Stefan het in 1751 toe aan het aartsbisdom Gorizia. Dit duurde maar kort, want in 1807 werd het weer suffragaan aan Milaan.

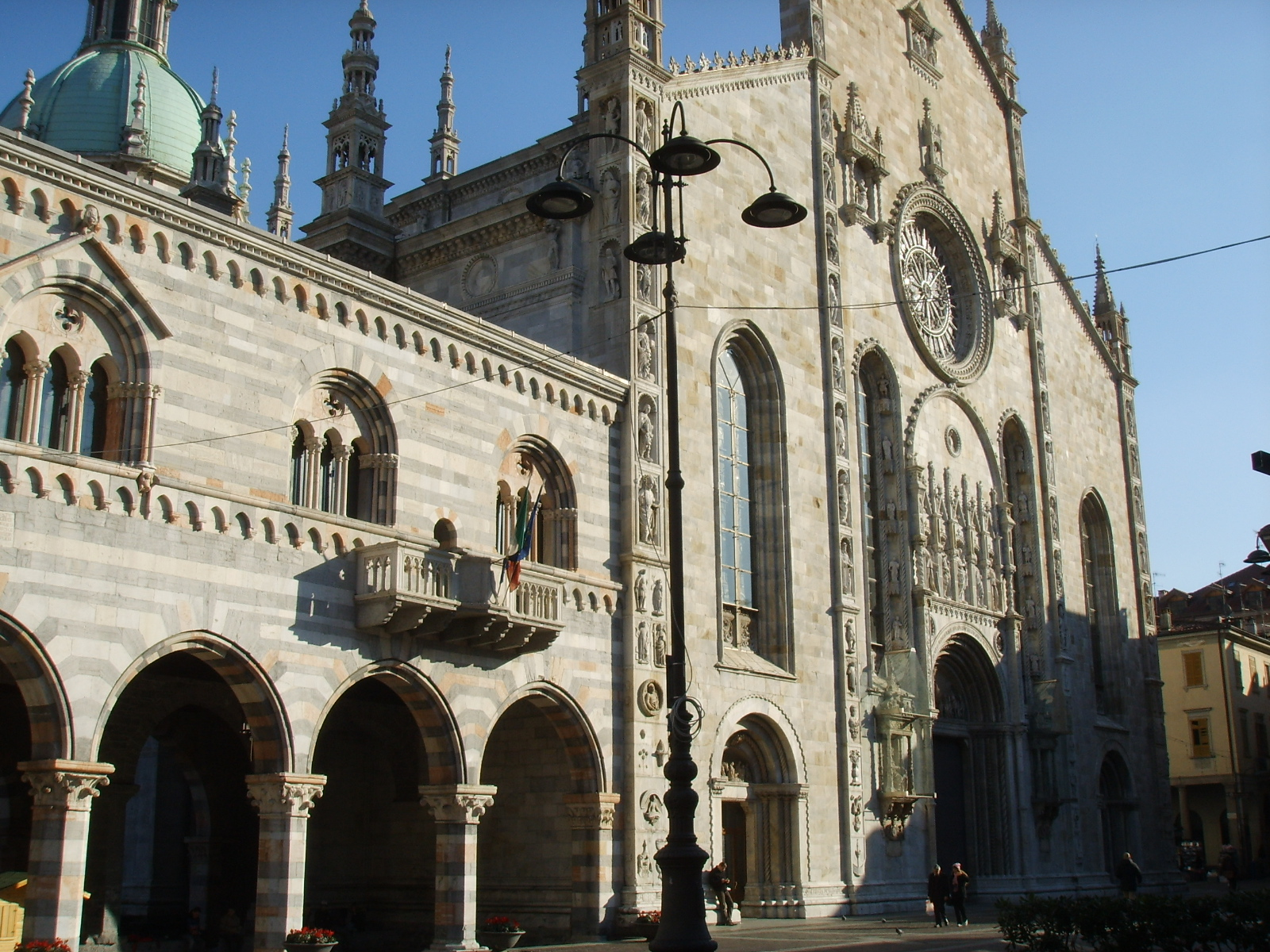
Kathedraal van Como
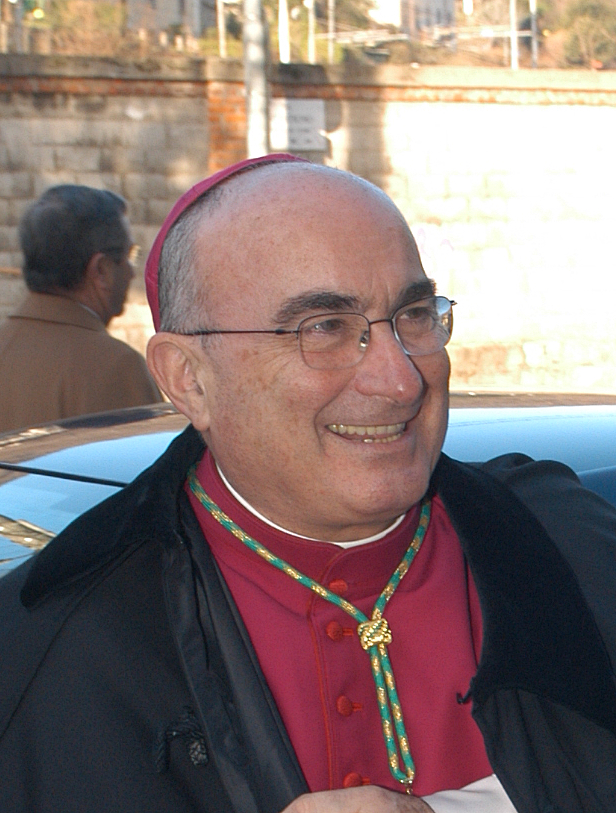
Bisschop Diego Coletti